# U-472
U-472 – niemiecki okręt podwodny (U-Boot) typu VII C z okresu II wojny światowej. Okręt wszedł do służby w 1943 roku. Jedynym dowódcą był Oblt. Wolfgang-Friedrich Freiherr von Forstner. 

## Historia
Wcielony do 5. Flotylli U-Bootów celem szkolenia załogi, od stycznia 1944 roku w 13. Flotylli jako jednostka bojowa.
Okręt rozpoczął jeden patrol bojowy, podczas którego nie zatopił żadnej jednostki przeciwnika.
U-472 został zatopiony 4 marca 1944 roku na Morzu Barentsa na południowy wschód od Wyspy Niedźwiedziej przez samolot Fairey Swordfish z lotniskowca eskortowego HMS „Chaser” oraz niszczyciel HMS „Onslaught”. Zginęło 23 członków załogi U-Boota; 30, w tym dowódca – zostało uratowanych przez niszczyciel. Z ich zeznań wynikało, że okręt nie był w stanie obronić się przed samolotem z powodu zamarzniętych działek przeciwlotniczych.